# 1730 en France
Chronologie de la France
- 1726
- 1727
- 1728
- 1729
- 1730
- 1731
- 1732
- 1733
- 1734

Cette page concerne l’année 1730 du calendrier grégorien.

## Événements
- 7 mars : un arrêt du Conseil prohibe les marchés de bourse à terme et à découvert, ce qui empêchera le développement du crédit bon marché et du capitalisme boursier en France au XVIIIe siècle[1].

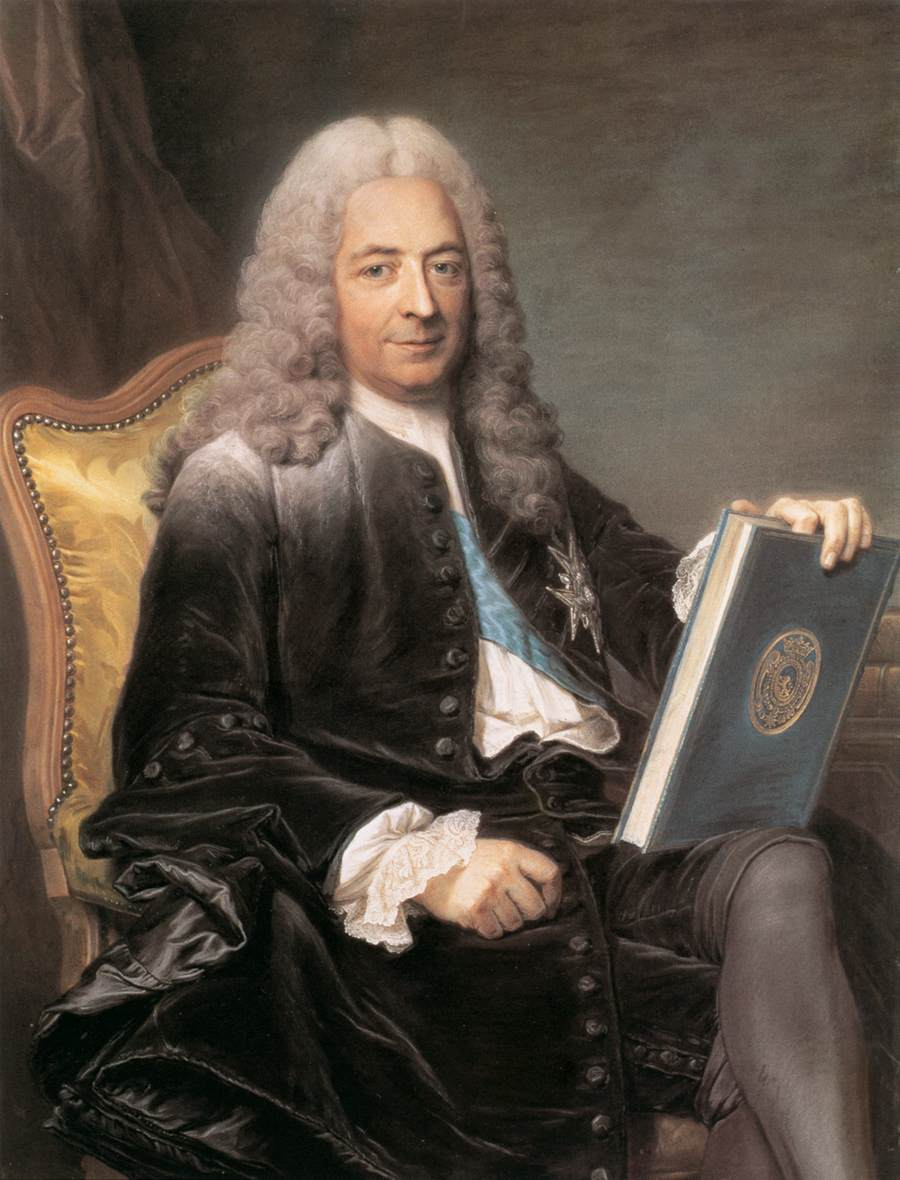
Philibert Orry, pastel de Quentin de La Tour, 1737.

- 19 mars : à la suite du scandale des menées spéculatives sur les actions de la Compagnie des Indes, le contrôleur général des finances Le Peletier des Forts, impliqué bien qu’il ne se soit pas enrichi dans l’opération, est limogé. Philibert Orry, qui le remplace jusqu'en 1745, réussit, par une sévère politique d’économies, à rétablir l’équilibre budgétaire[2],[3].
- 24 mars :  déclaration érigeant la bulle Unigenitus  (1713) en loi du royaume. Par un lit de justice du 3 avril suivant, Fleury oblige les parlements (exil des parlementaires jansénisants) à enregistrer comme loi d’État la bulle Unigenitus publiée par le pape Clément XI et condamnant le jansénisme[4]. Il s’efforce néanmoins de mener une politique d’apaisement religieux.
- 29 mai : un règlement crée le Conseil royal de commerce, présidé par Orry[3].
- Juin : rétablissement de toutes les charges et offices sur les ports, quais, chantier, halles, foires, places et marchés de la ville de Paris[5].
- 5 septembre : Fleury livre à la ferme générale le monopole des ventes du tabac, adjugé pour huit ans pour sept millions et demi de livres par an les quatre premières années, huit millions les quatre suivantes, à compter du 1er octobre[6].
- 30 octobre : un arrêt du conseil supprime une consultation signée par quarante avocats du Parlement de Paris les 27 juillet et 7 septembre[7] en faveur de six curés jansénistes du diocèse d’Orléans qui s’opposent à leur évêque, jugée séditieuse et sujette à troubler l’ordre public. Les avocats protestent de leur loyauté par une déclaration publique[8].
- 3 novembre : la paralytique Anne Lefranc est guérie sur le tombeau du diacre Pâris[9].
- 25 novembre : un arrêt du conseil rétablit tous les avocats dans l’honneur de sujets fidèles et loyaux[7]. Dans le conflit entre les avocats pro-jansénistes et le Conseil du roi, Fleury fait preuve d’une certaine modération[2].
- 17 décembre : l’assemblée du clergé réunie à Versailles accorde au roi un « don gratuit » de 4 millions de livres[10].
- Décembre : le marquis de Tourny est nommé intendant de Limoges[5].

## Naissance
- 30 août : Philippe-Louis de France, duc d’Anjou fils de louis XV († 7 avril 1733) .

## Décès
- 5 novembre : Claude-Jean-Baptiste Dodart, Premier médecin du roi Louis XV.